# Ceryx atereus
Ceryx atereus là một loài bướm đêm thuộc phân họ Arctiinae, họ Erebidae.